# Floreal Barberà Blanch
Floreal Barberà Blanch   (Barcelona, 10 d'abril de 1921 - Barcelona, 20 de juliol de 2019), més conegut simplement com a Floreal Barberà, va ser un activista i lluitador llibertari i antifeixista del segle xx. (Barcelona, 10 d'abril de 1921 - Barcelona, 20 de juliol de 2019) va ser un activista i lluitador llibertari i antifeixista del segle xx.

## Biografia
Fill de fundadors de la CNT i amic de Joan Garcia Oliver, va combatre al front, fugí d'Argelers, on s'integrà a la Resistència francesa, convertint-se en un agent llibertari independent ben connectat amb els serveis secrets britànics i francesos. Feia missions d'informació o col·laborava en el salvament de jueus amb el grup de l'aragonès Francisco Ponzán Vidal, la Creu Roja, l'Organisation Juive de Combat i el Comitè Jueu Americà de Distribució Conjunta.
Durant la seva trajectòria vital, Floreal Barberà va haver d'exiliar-se tres vegades. La primera, a Occitània, quan tenia tres anys, el 1924, a causa de les activitats anarcosindicalistes del seu pare. Se’n van haver d'anar a Tolosa per esquivar la repressió. Allà al costat del seu germà Calmisto, va fer els estudis mitjans, en francès, una llengua i una cultura que serien fonamentals en el futur per a l'èxit de les seves missions clandestines. La segona fou el 1936, quan després de tornar a Barcelona, es va allistar per combatre al front i, com centenars de milers de republicans, travessaren a peu la frontera per exiliar-se a l'estat francès. Floreal, s'escapà del camp de concentració d'Argelers i passà a la lluita clandestina. Fou perseguit per la policia franquista, el règim de Vichy i la Gestapo. Fou detingut, interrogat i torturat i hagué de complir anys de presó, tant a l'Espanya franquista com a la França ocupada. A Tolosa, a la presó de Saint-Michel, coincidí amb el seu amic Francisco Ponzán. Barberà fou un dels darrers companys que el va veure viu, abans que la Gestapo l'assassinés i el cremés el 1944, dos dies abans de l'alliberament de la ciutat.
Durant una de les seves missions, Floreal Barberà va formar part d'un comboi clandestí cap a Espanya organitzat per l'OJC. Barberà havia de marxar de França perquè el cercava la Gestapo, i en el decurs del passatge per la muntanya, el comboi, abandonat pels guies, va evitar diverses vegades de caure en mans de la policia fronterera alemanya. Gràcies a l'esperit d'iniciativa i de coratge mostrat per Barberà aquest perill es va poder evitar i el comboi va poder finalment arribar a territori espanyol, salvant d'aquesta manera la vida de seixanta jueus que fugien dels nazis, guiant-los pel Pirineu. Més tard, en intentar de tornar a França, en una missió informativa, Barberà va ser detingut per la policia franquista del 15 de juliol de 1944 al 23 de desembre de 1945.
El juliol del 1944 el van detenir a la Cerdanya mentre complia una altra missió. Va estar empresonat a Girona i Barcelona fins al Nadal del 1945. A la presó, amb més companys, van organitzar un moviment de resistència, seguint l'estil francès. Així van néixer les Forces de Resistència Interior (FRI). En sortir de la presó, van organitzar la xarxa, on hi havia anarcosindicalistes, republicans, socialistes i gent del Front Nacional de Catalunya. El projecte era avalat pel govern de la República espanyola a l'exili, encapçalat per Álvaro de Albornoz, que nomenà a Barberà el seu agent a l'interior. Fins al 1948 comptaren amb el suport d'Albornoz. Però al si del govern, i de totes les organitzacions, hi havia dissensions pel que feia a la conveniència o no de la lluita d'acció. Finalment, va guanyar el sector partidari de la passivitat. Mai no va arribar el finançament promès a les FRI. La xarxa es va desfer. Vist el fracàs, Floreal Barberà s'exilià a Veneçuela. Allà treballà per la reunificació confederal i col·laborà amb organitzacions veneçolanes contra la dictadura de Marcos Pérez Jiménez. A més a més, es va reunir amb Joan Garcia Oliver i Octavi Alberola Suriñach, exiliats a Mèxic, per tal de reactivar la lluita contra Franco. Garcia Oliver i Alberola es van traslladar a París, on amb Cipriano Mera i alguns altres fundaren Defensa Interior (DI) l'organisme clandestí que, d'ençà del 1962, reactivà la lluita armada contra Franco a l'interior de la península.

## Reconeixements
El 12 de novembre de 2001, mentre França celebrava l'armistici de la Primera Guerra Mundial, un petit grup d'excombatents, familiars i simpatitzants es reuniren davant el monument francès als caiguts de totes les guerres, al cementiri de Montjuïc de Barcelona. Durant l'acte, el cònsol general de França, Christian Rouyer, va atorgar-li la Creu del combatent voluntari de la Resistència (Creu de Lorena) i la Creu de Combatent (1939-1945).

## Publicacions
- Barberà Blanch, Floreal. Caminos hacia la libertad: Segunda Guerra Mundial 1939-1945. 1a. ed.  Tushita, 2017. ISBN 9788494725913.